# Прибутковий будинок

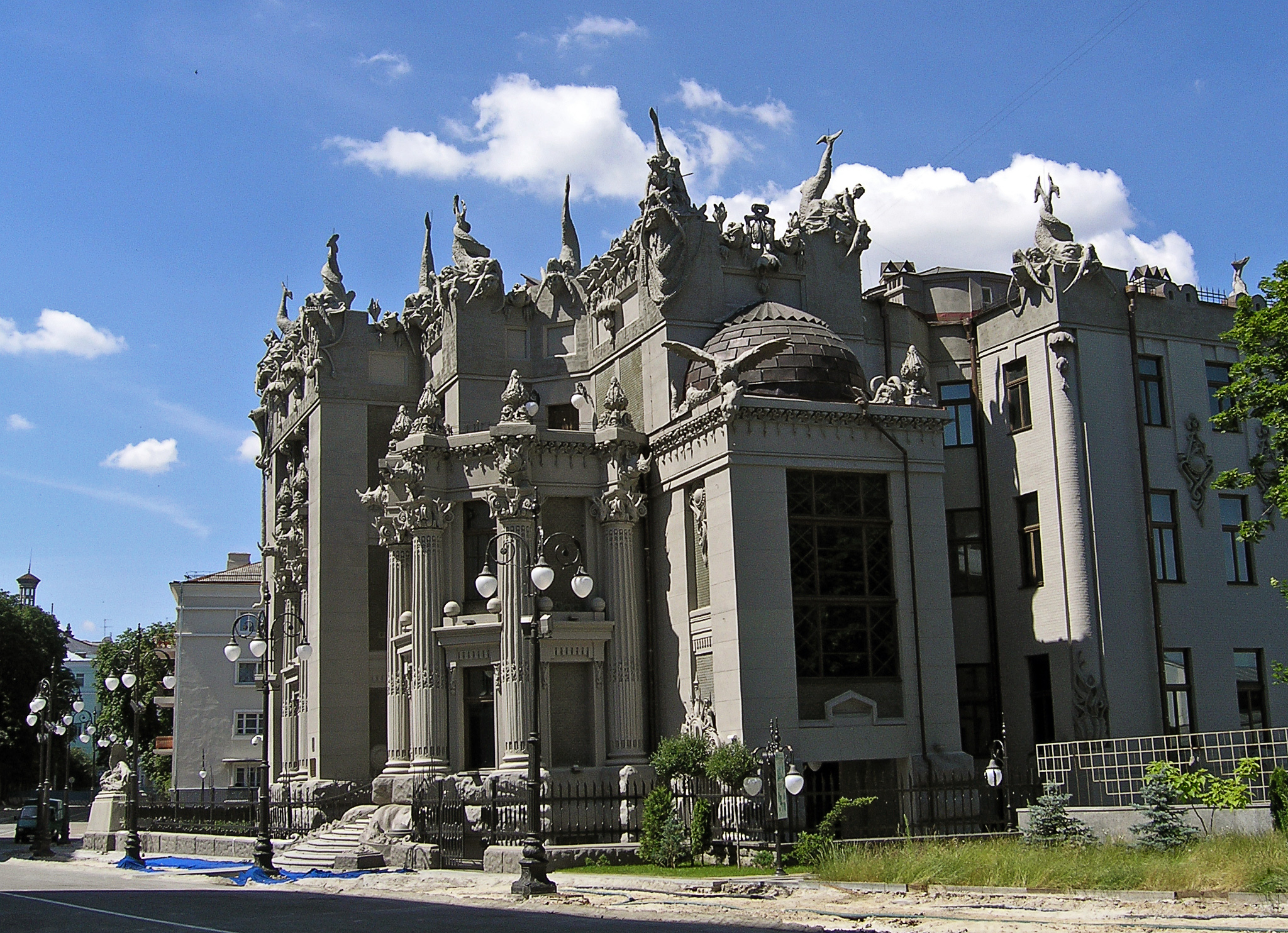
Будинок із химерами використовувався як прибутковий будинок

Прибутковий будинок — багатоквартирний житловий будинок, збудований для здачі квартир у найми, а також тип архітектурної споруди, що набув поширення в європейських країнах від 1830-40-х років.
В кінці XIX — на початку XX століть прибутковий будинок залежно від будівельних норм міста міг містити невеликий внутрішній двір-колодязь, а весь інший простір ділянки, що належав домовласнику, був зайнятий самою будівлею. В іншому випадку ділянка забудовувалась одним або декількома окремими будинками на певній відстані один від одного і належали одному власнику. Зазвичай прибутковий будинок був багатоповерховим і вартість та планування квартир залежали від поверху. Квартири, згруповані навколо сходових кліток, коридорів або галерей, однорідні за плануванням. Декоративне архітектурне оформлення найчастіше отримував лише парадний фасад, що виходить на вулицю.
Прибуткові будинки були масовим явищем у містах Стародавнього Риму. Традиційно називались інсулами.